# ادی شک
ادوارد استیون فیلیپ شک (انگلیسی: Edward Steven Phillip Shack; ۱۱ فوریهٔ ۱۹۳۷ – ۲۵ ژوئیهٔ ۲۰۲۰) ملقب به ادی شک یا دماغ، بازیکن هاکی روی یخ متولد شهر تورنتو کانادا بود.
وی در سال‌های ۱۹۶۲، ۱۹۶۳، ۱۹۶۴ و ۱۹۶۷ فاتح رقابت جام استنلی شده‌است. از باشگاه‌هایی که در آن بازی کرده‌است می‌توان به نیویورک رنجرز اشاره کرد.